# قدر (سوره)
قدر نود و هفتمین سوره قرآن است. این سوره در مصحف عثمانی و دارای ۵ آیه است و بنا به مشهور در شهر مکه نازل شده‌است. دیدگاه سنتی مسلمانان این است که این سوره شب قدر را تعظیم نموده و نزول قرآن در شب قدر و نزول ملائکه و روح در آن را بیان می‌کند. اسلام‌شناسان نظرات و برداشت‌های متفاوتی از این سوره دارند؛ از جمله اینکه منبع آن را یکی از اشعار افرایم سوری دربارهٔ تولد عیسی (یعنی پایین آمدن او از آسمان به زمین) می‌دانند.
مطابق روایات، شب قدر یکی از شب‌های ماه رمضان در تقویم هجری قمری مسلمانان است که در آن مسلمانان برای عبادت تا سحر بیدار می‌مانند.

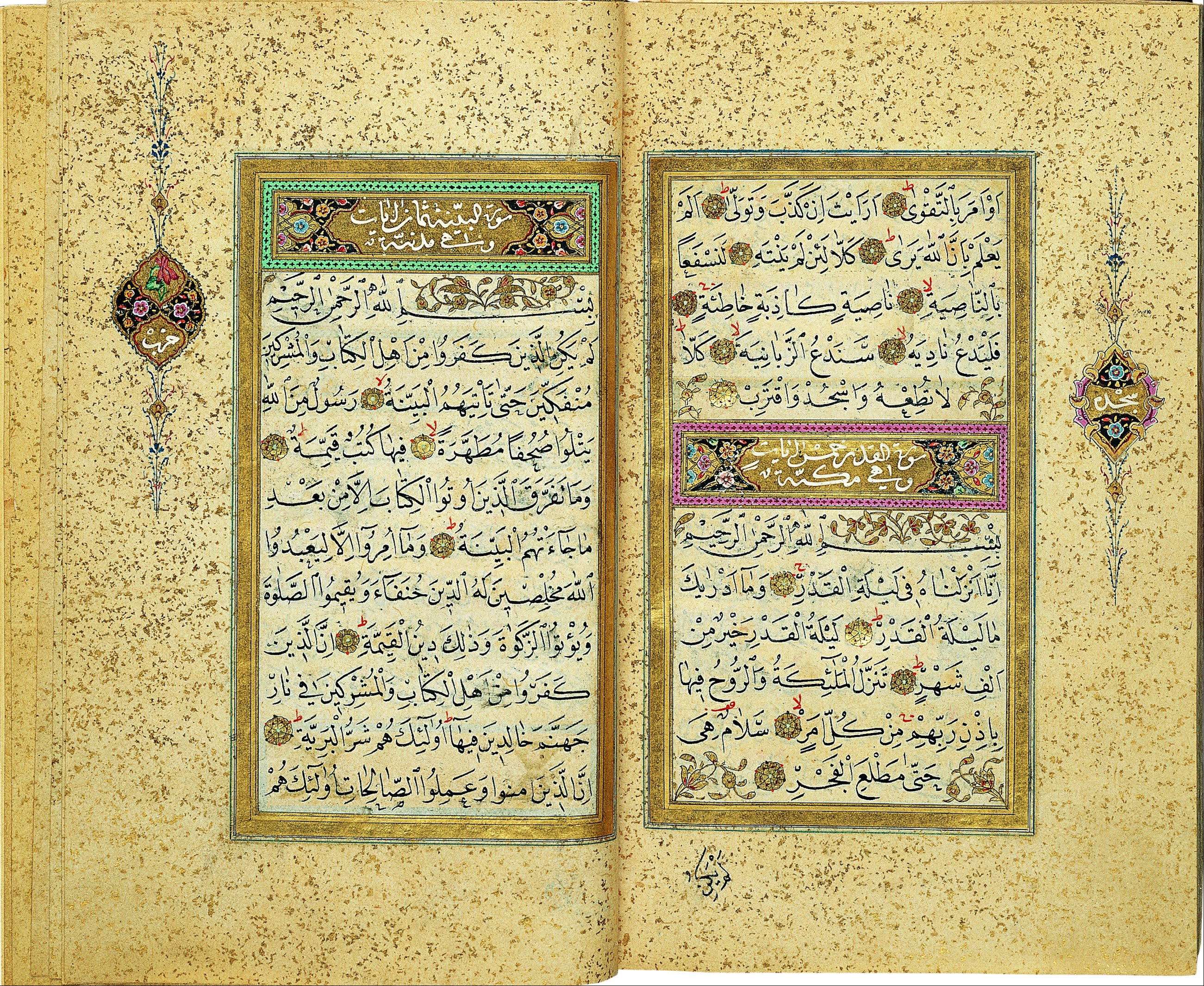
تصویری از یک نسخه قدیمی قرآن به خط یحیی فخرالدین متعلق به قرن ۱۸ میلادی که در آن آیاتی از سوره‌های لیل، قدر و بینه دیده می‌شود. براساس توضیحات تصویر در انبار، این قرآن در شهر استانبول نگهداری می‌شود.

## نام‌ها
برای واژه قدر معانی «تقدیر» یعنی تعیین سرنوشت، «اندازه‌گذاری»، «منزلت» به معنی اهمیت و «ضیق» به معنی تنگ شدن عالم به خاطر نزول ملائکه در این شب ذکر شده‌است. نام دیگر سوره «انا انزلناه» است.

## ترتیب
این سوره دارای ۵ آیه است. این سوره در ردیف ۹۷ مصحف عثمانی و از حیث ترتیب نزول بر اساس روایت عبدالله بن عباس در ردیف ۲۵ است. جارالله زمخشری نزول آن را بعد از سوره عبس می‌داند. شیخ طبرسی، مفسر شیعه، با اشاره به ترتیب سوره در مصحف عثمانی در تفسیر خود می‌گوید که خدا این سوره را بعد از سوره علق که در آن امر سجده و تقرب به خویش کرده قرار داده چرا که تقرب در شب قدر زیادتر است.

## دیدگاه تاریخی
سابقاً، قرآن‌شناسان دیدگاه روایی اسلامی دربارهٔ ارتباط محتوای این سوره به نزول قرآن در یک شب بر محمد را پذیرفته بودند اما این ارتباط در تحقیقات جدیدتر زیرسوال رفته‌است. مطابق یک نظر، منبع این سوره یکی از اشعار افرایم سوری دربارهٔ تولد عیسی است و مطالعه لغات مورد استفاده در آن (مثل «شب قدر/سرنوشت») نشان می‌دهد که با عبادات مسیحی مرتبط است. شعر افرایم سوری چنین است:
این شب‌زنده‌داری را همچون جشنی معمولی تصور نکنید
این جشنی است که ارزشش از صد جشن بیشتر است
فرشتگان مقرب و دیگر فرشتگان در آن روز پایین آمدند
تا حمد (گلوریا) تازه‌ای بخوانند (اشاره به بشارت به شبان‌ها)
منظور از پایین آمدن در واقع فرود عیسی از آسمان به زمین است، نه قرآن. لالینگ، شومیکر و گیوم دی از این نظریه پشتیبانی می‌کنند و امیرمعزی نیز آن را قابل قبول می‌یابد. البته افرادی مثل کوپرز هم این سوره را با دو متن یهودی (کتاب خرد و عهد دوازده شه‌پدر) شبیه می‌دانند.

## دیدگاه سنتی مسلمانان

### مکان و شأن نزول
مشهور میان مفسرین این است که این سوره در مکه نازل شده‌است. اما برخی مدنی بودن آن را نیز محتمل دانسته‌اند به این دلیل که روایاتی از اهل بیت هست که شأن نزول سوره را به رؤیای محمد نسبت می‌دهد که طی آن بنی‌امیه را در چهره بوزینگان در حال بالا رفتن از منبر خود می‌دیدند در حالی که پیامبر در مکه منبر نداشتند. از نظر محمدهادی معرفت این استدلال بی‌پایه است برای این که لازم نیست محمد منبر می‌داشته تا خواب آن را ببیند. از نظر مکارم شیرازی، مفسر شیعه، این روایت ممکن است از حیث تطبیق باشد نه شأن نزول.
در در المنثور سیوطی از قول محمد آمده‌است که گفت: «در خواب به من نشان دادند که بنی امیه بر منبرم بالا خواهند رفت و این بر من سخت گران آمد و خدای تعالی در این مناسب سوره «انا انزلناه فی لیلة القدر» را نازل کرد. خطیب بغدادی در تاریخ خود از عبدالله بن عباس و چندی از راویان اهل سنت از جمله ترمذی، طبرانی و ابوالفضل بیهقی از قول حسن بن علی روایاتی با معنای مشابه نقل کرده‌اند. در روایات اهل بیت آمده لیلة القدر از هزار ماه حکومت بنی‌امیه برتر است.» اما ترمزی بعد از نقل روایتی که هزار ماه در این آیه را به حکومت بنی‌امیه تطبیق می‌کند روایت را غریب و منکر می‌خواند چون از طرق دیگری نقل نشده‌است. در قول یکی از راویان آمده که حکومت بنی‌امیه هزار ماه نه یک ماه بیشتر و نه یک ماه کمتر طول کشید. اما ابن‌کثیر، مفسر شافعی با ذکر این که بنی‌امیه بیشتر از هزار ماه حکومت کردند این روایت را تضعیف می‌کند البته می‌گوید با کسر مدت حکومت همزمان زبیریان با بنی‌امیه این مدت به هزاره ماه نزدیک‌تر می‌گردد.

### مضمون
آیه اول سوره قدر دلالت دارد بر فرو فرستاده شدن کامل قرآن در شب قدر دارد چرا که «نزول» بر خلاف «تنزیل» معنی تدریجی ندارد. با قرینه آیه ۱۸۵ سوره بقره از قرآن که نزول قرآن را به ماه رمضان منسوب کرده‌است نتیجه می‌شود که شب قدر یکی از شب‌های ماه رمضان بوده‌است.
به قرینه آیه ۶ سوره دخان که می‌گوید «فیها یفرق کل امر حکیم امرا من عندنا انا کنا مرسلین رحمة من ربک» در این شب تقدیرات تا سال بعد نیز تعیین می‌گردد و با توجه به مضارع بودن فعل «یفرق» مشخص می‌شود که قدر مختص به سالی که قرآن نازل شده نیست و در تمام سال‌ها تکرار می‌شود.
آیه دوم و سوم اهمیت شب قدر و این که از هزار ماه بهتر است بیان شده‌است. آیه ۴ نزول ملائکه و روح در این شب برای هر امری را بیان می‌کند. در آیه ۵ از سلام بودن این شب سخن گفته می‌شود. سلام به معنی عاری بودن از آفات ظاهری و باطنی است.

### تفسیر

#### شب قدر
قتاده بن دعامه و مقاتل بن سلیمان، مفسرین اهل سنت، گفته‌اند برتری شب قدر بر هزار ماه به معنی برتری عبادت در آن به هزار ماه غیر از قدر است. در روایتی از تفسیر برهان شیخ طوسی محمد می‌گوید که شب قدر از زمان انبیاء گذشته وجود داشته و تا قیامت ادامه دارد. از جعفر صادق، امام ششم شیعه، نقل است که «سفر حج در شب قدر برای صاحبانش نوشته می‌شود و کلّیه حوائج و نیازمندی‌ها و بلاها و مصیبت‌ها و روزی‌ها همه و آنچه می‌شود تا سال آینده در آن شب مقدر می‌گردد».
از صحابی محمد، عبدالله بن عباس نقل است که «قرآن را خدا یک مرتبه نازل کرد از لوح محفوظ به آسمان دنیا در شب قدر، سپس جبرئیل آن را تدریجاً به پیغمبر صلّی اللَّه علیه و آله نازل می‌نمود و از اوّل تا آخرش بیست و سه سال بود.» در معنای «روح» در حدیثی از جعفر صادق، گفته شده که روح مخلوقی بزرگ‌تر از جبرئیل است.
از ابن‌عباس از محمد نقل است که در شب قدر جبرئیل با دیگر ملائکه از سدرة المنتهی بر دنیا نزول می‌کنند و پرچمی را بر قبر پیامبر، و یکی بر بیت‌المقدس، یکی بر مسجد الحرام و یکی هم بر طور سینا نصب می‌کند و بر هر مؤمنی سلام می‌کند مگر بر میگسار و خورنده گوشت خوک. همچنین از ایشان نقل شده که شیطان در این شب نمی‌تواند بیرون بیاید و به کسی آزار رساند و سحر ساحران در این شب اثر نمی‌کند.

#### مصداق شب قدر
در این که شب قدر در دهه آخر ماه رمضان است اتفاق وجود دارد. طبق روایات متعدد شیعی، شب قدر یکی از شب‌های نوزدهم، بیست و یکم، و بیست و سوم ماه رمضان است. طبق حدیثی از جعفر صادق، تقدیر در شب نوزدهم، تحکیم در شب بیست و یکم و امضاء در شب بیس و سوم است. اما روایات سنی دربارهٔ شب قدر بسیار مختلف است با این حال علماء اهل سنت مجتمعند که بیست و سوم رمضان شب قدر است.

#### شب قدر و عقاید شیعه
در روایتی از محمد باقر، امام پنجم شیعیان پرسیده شده که او می‌داند شب قدر کدام است و او پاسخ می‌دهد: «چه طور ندانیم در حالی فرشتگان در آن شب گرداگرد ما دور می‌زنند» از جعفر صادق نقل است که «در شب قدر امام مستوجب روح بیشتری می‌شود.» حسن حسن‌زادهٔ آملی در تفسیر عرفانی سورهٔ قدر می‌گوید سِیرِ حُبّیِ وجود، در قوس نزول، در منازلی است که به شب تعبیر شود؛ همان گونه که در سیر ظهور صعودی، به روز. بعضی شب‌ها لَیالیِ قدر و بعضی از روزها ایام‌الله است؛ و فاطمه زهرا، دختر محمد، لَیلةُالقدرِ یازده کلام‌اللهِ ناطق است، چنان‌که جعفر صادق گفت: کسی که حق معرفت به فاطمه پیدا کند، یعنی به‌درستی او را بشناسد، لیلةالقدر را ادراک کرده‌است. او می‌گوید انسان کامل، قرآنِ ناطق است و بنابراین، یازده قرآن ناطق در شبی مبارکه که مادر امامان است، نازل شده‌است؛ و می‌گوید به‌گفتهٔ پیامبر کسی که فاطمه را آن‌چنان‌که شایسته‌است بشناسد، شب قدر را درک کرده و فاطمه از آن‌رو که خلایق از کُنْهِ شناخت او بریده شده‌اند، فاطمه نامیده شد.

#### در عرفان
در عرفان ثابت است که برای هر حقیقت دنیایی باطنی است ملکوتی و این برای شب قدر نیز صادق است. در مکتب اهل عرفان، باطن لیلة القدر پنهان شدن شمس وجود یا ذات حق در پشت جبال انیات یا کوه‌های خودخواهی موجودات است که این همان قوس نزول است و یوم القدر طلوع آن از ورای این حجب و این قوس صعود است و این دو در شخصیت انسان کامل جمع است. حسن حسن‌زادهٔ آملی در تفسیر عرفانی سورهٔ قدر می‌گوید سِیرِ حُبّیِ وجود، در قوس نزول، در منازلی است که به شب تعبیر شود؛ همان‌گونه‌که در سیر ظهور صعودی، به روز. بعضی شب‌ها لَیالیِ قدر و بعضی از روزها ایام‌الله است سید روح‌الله خمینی، عارف شیعه و رهبر انقلاب ایران، در آداب الصلوة نویسند: 
از برای قرآن قبل از تنزل در این نشئه مقامات و کینونت‌هایی است. اول مقام او کینونت علمیه اوست در حضرت غیبیه به تکلم ذاتی و مقارعه ذاتیه به طریق احدیت جمع؛ و ضمیر غایب شاید اشاره به آن مقام باشد و برای افاده این معنی به ضمیر غیبت ذکر فرموده‌است کانّه می‌فرماید همین قرآن نازل در لیلةالقدر همان قرآن علمی در سرّ مکنون و غیبی در نشئه علمیه است که او را از آن مراتب که در یک مقام متحد با ذات و از تجلیات اسمائیه بود نازل فرمودیم و این حقیقت ظاهر همان سرّ الهی است.

## نگارخانه

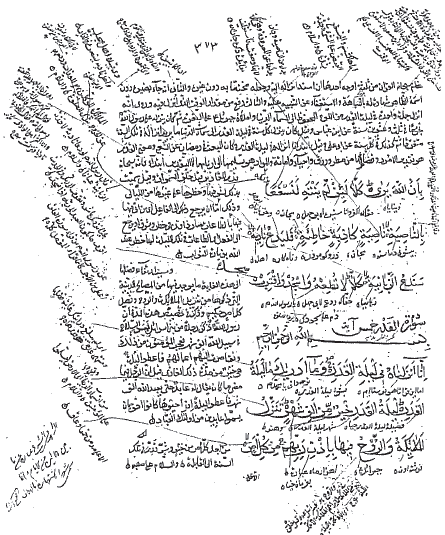
ترجمه و تفسیر طبری سورهٔ قدر.